# Valérie Hayer
Valérie Hayer (Saint-Denis-d'Anjou, 6 april 1986) is een Frans jurist en politica voor de partij Renaissance van President Macron. Sinds de Europees Parlementsverkiezingen van 2019 is ze lid van het Europees Parlement en maakt daar deel uit van de partijfamilie Renew Europe. Sinds januari 2024 is ze fractievoorzitter en Spitzenkandidat voor de functie van voorzitter van de Europese Commissie na de Europees Parlementsverkiezingen in 2024.

## Biografie
Valérie Hayer is de dochter van een boerenechtpaar gevestigd in Saint-Denis-d'Anjou in het departement Mayenne, die beide ook weer afkomstig zijn uit boerenfamilies. Ze bezocht de basisschool in haar geboortestad en de middelbare school in Grez-en-Bouère. Ze behaalde aan de universiteit haar master publiek recht en ging werken als financieel expert voor lokale overheden. Daarna werkte ze als parlementair medewerker voor verschillende senatoren, waaronder Pierre Jarlier, lid van de Unie van Democraten en Onafhankelijken (UDI) en daarna van La République en Marche (LREM), vervolgens voor Mayenne-lid Jean Arthuis (UDI) en daarna ook LREM.
Ze werd in 2019 verkozen tot lid van het Europees Parlement op de Renaissance-lijst van La République en Marche. In april 2021 werd ze benoemd tot voorzitter van de Association for a European Renaissance. In oktober 2021 werd ze benoemd tot co-voorzitter van de Renaissance-fractie, deze werd in de zomer van 2022 omgedoopt tot L'Europe Ensemble in het Europees Parlement.

### Lokale en landelijke politiek
Valérie Hayer werd bij de gemeenteraadsverkiezingen van 2008 op eenentwintigjarige leeftijd verkozen tot gemeenteraadslid van Saint-Denis-d'Anjou en werd in 2014 herkozen. Ze beschrijft de Europese verkiezingen van hetzelfde jaar als het begin van haar betrokkenheid bij de politiek. Vervolgens voerde ze campagne voor de lijst L'Alternative, die de Unie van Democraten en Onafhankelijken en de Democratische Beweging (MoDem) verenigde. Bij deze gelegenheid sloot ze zich aan bij de UDI en de UDI Jeunes. Het jaar daarop werd ze verkozen tot lid van de departementsraad van Mayenne in het kanton Azé (nu Château-Gontier-sur-Mayenne-1). Als vice-voorzitter richtte zij daar drie jaar later een groep op van de meerderheid die zeven macronistische gekozen functionarissen van verschillende partijen samenbracht.
Valérie Hayer gaf haar steun aan Emmanuel Macron en verliet de UDI in 2017, tegelijk met haar centristische Alliantiepartij, en sloot zich aan bij La République en Marche (LREM). Ze was kandidaat voor de parlementsverkiezingen van 2017 in het tweede kiesdistrict Mayenne. Nadat het MoDem de voorgestelde nationale overeenkomst had afgewezen, trok zij haar kandidatuur in om die van Géraldine Bannier, die tot plaatsvervanger werd gekozen, mogelijk te maken. Vervolgens werd ze genomineerd als kandidaat voor de presidentspartij voor de senaatsverkiezingen van september 2017, samen met Michel Angot, burgemeester van Mayenne voor links. Ze behaalde 21,99% van de stemmen in de eerste ronde, achter de vertrekkende senator die in de eerste ronde werd herkozen, Élisabeth Doineau en de voormalige plaatsvervanger van Les Républicains, Guillaume Chevrollier. In de tweede ronde werd ze tweede achter laatstgenoemde, die werd gekozen.

### Europees Parlementslid
Valérie Hayer werd bij de Europese verkiezingen van 2019 op de lijst van La République en Marche geplaatst en eindigde op de negentiende plaats. In november 2021 werd ze co-voorzitter van de Renaissancefractie in het Europees Parlement, naast Marie-Pierre Védrenne (MoDem). Zij vervangt Stéphane Séjourné, gekozen tot hoofd van de Renew Europe-groep.
In het Europees Parlement was zij van juli 2019 tot januari 2022 lid van de Begrotingscommissie. Zij was met name verantwoordelijk voor de onderhandelingen over het Meerjarig Financieel Kader (MFK) 2021-2027 en voor het Europese herstelplan na de Covid-19-pandemie. Zij werd tevens benoemd tot permanent co-rapporteur voor het onderwerp eigen middelen van de Europese Unie.
In juli 2021 schreef ze een kritisch artikel over de Hongaarse leider Viktor Orbán, waarin ze hem ervan beschuldigde aan het hoofd te staan van een corrupt en homofoob regime “ten koste van Europa”.
Op 25 januari 2024 werd ze verkozen tot voorzitter van de Renew Europe-groep in het Europees Parlement.

### Lijsttrekker en 'Spitzenkandidat' bij de Europese verkiezingen van 2024
Op 29 februari 2024 bevestigde Valérie Hayer dat zij was gekozen als hoofd van ‘Besoin d'Europe', de meerderheidsgroep waar de partij van President Macron deel uitmaakt voor de Europese verkiezingen van 2024. Tijdens haar toespraak waarmee ze de verkiezingscampagne opende, op 9 maart, bekritiseerde ze het Rassemblent national en beschuldigde partijleider Marine Le Pen er van bondgenoot te zijn van Vladimir Poetin. Ze maakte een historische vergelijking tussen Marine Le Pen en Édouard Daladier, die door sommige historici werd bekritiseerd als een historische decontextualisering van zijn rol bij de akkoorden van München en een politieke instrumentalisering van een figuur van de Radicale Socialistische Partij.
In mei 2024 kondigde Valérie Hayer aan een klacht wegens smaad in te zullen dienen tegen Manon Aubry, hoofd van de Insoumise-lijst van La France bij de Europese verkiezingen, na publicatie van een tweet waarin laatstgenoemde Valérie Hayer en andere EP-leden ervan beschuldigde, ‘betaald te worden door bedrijven, lobby’s of buitenlandse staten’ naast de ‘vergoeding voor hun ambt als volksvertegenwoordiger’. Volgens Aubry zouden de neveninkomsten van Hayer “tussen de 12.000 en 60.000 euro” kunnen liggen.
Hayer is ook gekozen als de zogenaamde 'Spitzenkandidat' voor de alliantie van de liberalen in het Europees Parlement. Volgens ingewijden ambieert ze de toppositie niet en maakt ze ook geen realistische kans, maar is ze gekozen om de politieke prioriteiten van Renew Europe tijdens de campagne te belichamen. Als kritiek geldt dat de stem van de liberalen in het noorden en oosten van Europa niet worden weerspiegeld in de keus van de drie Spitzenkandidaten voor de liberalen, dat zijn naast Hayer Marie-Agnes Strack-Zimmermann van de Duitse Freie Demokratische Partei (FDP) en Gozi van de Franse liberalen. In de campagne zal ze de nadruk leggen op het belang van een sterke militaire verdediging, het uitvoeren van maatregelen uit de Green Deal en het verdedigen van democratische waarden tegenover partijen die daar inbreuken op willen gaan maken.
In een tv-interview op 21 mei spreekt ze haar teleurstelling uit over het besluit van de Nederlandse liberale zusterpartij VVD een coalitieakkoord te hebben gesloten met de rechtsextremen van de PVV. De Renew fractie voert juist campagne tegen een ruk naar extreem- en/of radicaalrechts en maakt zichzelf ongeloofwaardig met een liberale partij die in die richting opschuift in haar midden. Ze overweegt een schorsing.